# Elecciones parlamentarias de Israel de septiembre de 2019
Las elecciones parlamentarias anticipadas de Israel se realizaron el 17 de septiembre de 2019 para conformar el vigésimo segundo (22.º) Knéset. Esto se debe a que la anterior conformación parlamentaria quedó disuelta por no haber logrado establecer un gobierno.
Las elecciones resultaron en un parlamento colgado por la que el presidente Reuven Rivlin encomendó a Benjamin Netanyahu formar un gobierno de coalición, pero este fracaso y el presidente encargó al líder opositor Benny Gantz la misma encomienda, pero al este fracasar también el parlamento se autodisolvió.

## Trasfondo
Luego de realizadas las elecciones anteriores en abril , el primer ministro interino Benjamin Netanyahu no logró formar un gobierno de coalición, el primer fracaso de este tipo en la historia de Israel. El 30 de mayo, la Knesset votó para disolverse y desencadenar nuevas elecciones, a fin de evitar que Benny Gantz, líder del partido Azul y Blanco fuera nombrado primer ministro designado. Esta elección fue la primera vez que el Knesset votó para disolverse antes de que se formara un gobierno.

## Sistema electoral
Los 120 escaños en el Knesset son elegidos por representación proporcional en una lista cerrada para una sola circunscripción nacional. El umbral electoral para la elección es de 3,25 %. En casi todos los casos, esto es equivalente a un tamaño mínimo de cuatro escaños, pero en raras ocasiones un partido puede terminar con tres.

## Resultados
|  | 25.95 % |

|  | 25.10 % |

|  | 10.60 % |

|  | 7.44 % |

|  | 6.99 % |

|  | 6.06 % |

|  | 5.87 % |

|  | 4.80 % |

|  | 4.34 % |

|  | 1.88 % |

|  | 0.33 % |

|  | 0.13 % |

|  | 0.10 % |

|  | 0.07 % |

|  | 0.05 % |

|  | 0.03 % |

|  | 0.03 % |

|  | 0.03 % |

|  | 0.03 % |

|  | 0.02 % |

|  | 0.02 % |

|  | 0.02 % |

|  | 0.02 % |

|  | 0.02 % |

|  | 0.01 % |

|  | 0.01 % |

|  | 0.01 % |

|  | 0.01 % |

|  | 0.01 % |

|  | 99.36 % |

|  | 0.64 % |

|  | 100.00 % |

|  | 69.83 % |

Fracaso de formación de gobierno, los detalles serán escritos en el párrafo inicial